# Route nationale 14 (Madagascar)
Pour les articles homonymes, voir Route nationale 14.
La route nationale 14 (N 14) est une route nationale s'étendant d'Ifanadiana jusqu'à Ikongo à Madagascar.

## Description
La route nationale 14 parcourt 92 km dans les régions Vatovavy et Fitovinany.
Elle bifurque de la N 25 à Ifanadiana et se dirige vers le sud, traverse Tolongoina, où elle croise la ligne ferroviaire Fianarantsoa-Manakara, puis continue jusqu'à Ikongo .

## Parcours
- Ifanadiana
- Tolongoina
- croisement de la Ligne Fianarantsoa-Côte Est
- Ikongo